# مالكوم كرادوك
مالكوم كرادوك (بالإنجليزية: Malcolm Craddock)‏ هو منتج تلفزيوني ومنتج أفلام بريطاني، ولد في 2 أغسطس 1938 في لندن في المملكة المتحدة، وتوفي في 15 أغسطس 2015.

## وصلات خارجية
- مالكوم كرادوك على موقع IMDb (الإنجليزية)
- مالكوم كرادوك على موقع قاعدة بيانات الفيلم (الإنجليزية)